# Classe Dolfijn
La classe Dolfijn (en français :"dauphin") est une classe de quatre sous-marins de patrouille océanique conventionnel, construit à la fin des années 1950 et au début des années 1960. Ils ont été les premiers sous-marins nationaux construits aux Pays-Bas et pour la Marine royale néerlandaise après la Seconde Guerre mondiale. Aux Pays-Bas, ils sont également connus sous le nom de sous-marins "trois cylindres".

## Histoire
La Seconde Guerre mondiale a eu un grand impact sur la Marine royale néerlandaise et en particulier sur le Onderzeedienst (Service de sous-marins de la Marine royale néerlandaise). De nombreux sous-marins ont été perdus pendant la guerre et il n'en restait que huit sur les vingt que possédait le service sous-marin néerlandais au début de la guerre. En outre, ces sous-marins restants étaient soit en mauvais état en raison d'une utilisation intensive, soit tout simplement dépassés. Pour renforcer sa flotte de sous-marins, la Marine royale néerlandaise a réussi à acquérir plusieurs sous-marins excédentaires auprès de la Grande-Bretagne et des États-Unis, mais ce n'était qu'une solution temporaire aux problèmes et il fallait faire davantage pour renforcer le service sous-marin de la Marine royale néerlandaise. À cette fin, le Service des sous-marins a passé les premières années après la Seconde Guerre mondiale à élaborer des plans et des conceptions pour reconstruire la flotte de sous-marins néerlandais. Cela a été difficile, car le dernier modèle national a été conçu avant le début de la Seconde Guerre mondiale et, entre-temps, il y a eu de nombreux développements, ce qui a entraîné un rattrapage important pour la marine néerlandaise. Pendant ce temps, les idées sur la conception des nouveaux sous-marins étaient contradictoires, l'ingénieur De Munter plaidant pour un sous-marin à simple coque pressurisée et Max F. Gunning voulait faire adopter un modèle à trois cylindres composé de trois coques de pression distinctes, mais ces deux modèles représentaient néanmoins un progrès considérable par rapport aux sous-marins en service à l'époque dans la marine royale néerlandaise et à ceux qui l'avaient précédé. Cependant, le modèle à trois cylindres de Max F. Gunning a été choisi pour les nouveaux sous-marins, principalement parce que cette conception permettait aux sous-marins de plonger à 200 mètres de profondeur et de rester sous l'eau beaucoup plus longtemps que les autres conceptions néerlandaises.
Après la finalisation du projet à la fin des années 1940, il a été décidé de ne pas construire immédiatement les quatre sous-marins. La raison en était que le gouvernement néerlandais n'avait pas les moyens de payer la construction à l'époque. Les 2 offensives militaires Politionele acties en Indonésie avaient coûté beaucoup d'argent au gouvernement et en même temps, le prix de l'entretien de la flotte de sous-marins anciens et dépassés était élevé. Le sous-marin a été reconçu pour faire baisser le prix et a été mis en adjudication en août 1950. Finalement, la Rotterdamsche Droogdok Maatschappij a réussi à obtenir la commande de quatre sous-marins pour 12 millions de florins chacun, avec une option pour quatre autres sous-marins. La construction des sous-marins a commencé en 1954, mais il a fallu attendre 1960 pour que le premier sous-marin, le HNLMS Dolfijn soit mis en service. Pendant la construction de la classe Dolfijn, le gouvernement néerlandais avait demandé aux États-Unis s'ils pouvaient leur prêter deux autres sous-marins, car la construction des nouveaux sous-marins prenait plus de temps que prévu et le remplacement de plusieurs anciens sous-marins néerlandais ne pouvait plus attendre. Les anciens sous-marins de la Marine royale néerlandaise devaient être mis hors service en 1954 et leurs performances étaient déjà très insuffisantes à la fin des années 1940. Les États-Unis ont donné leur accord et ont prêté des Icefish et Hawkbill de la classe Balao, qui ont été rebaptisés et mis en service sous les noms de HNLMS Walrus et Zeeleeuw pendant leur séjour dans la Marine royale néerlandaise. Ces deux sous-marins étaient de conception dite "GUPPY" (Greater Underwater Propulsion Power) et constituaient une grande mise à jour par rapport aux anciens sous-marins de la marine néerlandaise. À peu près à la même époque, le gouvernement néerlandais a également décidé de mettre en attente la construction des deux derniers sous-marins de la classe Dolfijn, car il voulait faire des recherches et se concentrer sur les sous-marins à propulsion nucléaire. Ils ont pris cette décision après avoir vu les performances des sous-marins nucléaires des États-Unis et les projets de l'Union soviétique, de la Grande-Bretagne et de la France de construire des sous-marins nucléaires. Cela signifie qu'en 1961, seuls deux des quatre sous-marins de la classe Dolfijn prévus étaient en service actif, le HNLMS Dolfijn, et en décembre 1961, le HNLMS Zeehond mis en service. Après que le gouvernement néerlandais ait jugé que la propulsion nucléaire n'était pas possible pour les deux sous-marins de la classe Dolfijn qui ont été mis en attente, il a été décidé de les construire avec une propulsion diesel-électrique et ils ont été mis en service respectivement en novembre 1965 et février 1966 sous les noms de HNLMS Potvis et HNLMS Tonijn. Comme ces deux sous-marins ont été construits plus tard que les deux précédents, certains ont commencé à les appeler des sous-marins de la classe Potvis plutôt que des sous-marins de la classe Dolfijn.

## Conception

Plans des sections de sous-marins de la classe Dolfijn

Les quatre sous-marins diesels-électriques de la classe Dolfijn et de la classe Potvis forment ce que l'on appelle les "Trois cylindres" ; ces quatre navires sont pratiquement identiques et sont considérés comme une seule et même classe constituée de deux lots. Le nom est basé sur leur conception inhabituelle, au lieu d'une ou deux coques à pression, les sous-marins de la classe Dolfijn sont constitués de trois coques à pression séparées (cylindres) disposées en triangle et enfermées dans une enveloppe extérieure en acier qui sépare l'intérieur du sous-marin en trois parties. Cette conception présente des avantages, mais aussi des inconvénients. Les principaux avantages sont qu'elle permet aux sous-marins de plonger plus profondément et d'avoir une meilleure stabilité que les autres sous-marins, entre autres choses. L'inconvénient, cependant, est qu'elle signifie que le sous-marin a plus de machines et donc plus d'équipage pour entretenir et contrôler ces machines. La coque supérieure était destinée à la partie habitable et au travail de l'équipage et les deux coques inférieures étaient destinées aux moteurs, aux batteries et aux salles de stockage. Cela a permis au sous-marin de plonger beaucoup plus profondément que les autres sous-marins de la fin des années 1950, avec une profondeur d'essai de 200 mètres (660 pieds). Le concepteur était Max F. Gunning, qui a eu cette idée lorsqu'il a pensé à un moyen de s'assurer que Malte était correctement approvisionnée pendant la Seconde Guerre mondiale,.
La Marine royale néerlandaise a envisagé d'utiliser la propulsion nucléaire pour la deuxième série de sous-marins de la classe Dolfijn (dite classe Potvis) et a donc reporté à la fin des années 1950 leur construction pour étudier la faisabilité de la construction de sous-marins à propulsion nucléaire, mais il a finalement été décidé de ne pas utiliser la propulsion nucléaire pour les sous-marins de la classe Potvis. Cela signifie que les deux sous-marins de la classe Potvis ont été construits avec une propulsion diesel-électrique, comme ses anciens navires-jumeaux(sister ship).
Le Zeehond a été converti en navire d'essai par le chantier naval Rotterdamsche Droogdok Maatschappij à Rotterdam en 1990 et utilisé comme démonstrateur technologique pour un système de propulsion diesel-air à cycle fermé jusqu'en 1994.

## Tâches
Les sous-marins de la classe Dolfijn avaient plusieurs tâches en cas de guerre, à savoir :
- Attaquer les navires de surface, les sous-marins et les navires marchands ennemis
- Pose de mines
- Recueillir des renseignements
- Prendre et déposer des agents en territoire ennemi
- Sauver les pilotes d'avions lors d'attaques aériennes en territoire ennemi
- Être une station radar avancée pour la flotte néerlandaise

Défense des navires néerlandais contre les sous-marins

## Navires
| Navire        | Constructeur                        | Quille posée le:  | Lancé le:         | Mis en service le: | Destin:                                                      |
| ------------- | ----------------------------------- | ----------------- | ----------------- | ------------------ | ------------------------------------------------------------ |
| Dolfijn       | Rotterdamsche Droogdok Maatschappij | 30 décembre 1954  | 20 mai 1959       | 16 décembre 1960   | Démoli en 1985                                               |
| Zeehond       | Rotterdamsche Droogdok Maatschappij | 30 décembre 1954  | 20 février 1960   | 16 mars 1961       | Test en 1990, démoli en 1997                                 |
| Classe Potvis |                                     |                   |                   |                    |                                                              |
| Potvis        | Wilton-Fijenoord                    | 17 septembre 1962 | 12 janvier 1965   | 2 novembre 1965    | Déclassement en 1992, démantèlement en 1994                  |
| Tonijn        | Wilton-Fijenoord                    | 26 octobre 1962   | 14 juin 1965 1965 | 24 février 1966    | Déclassement en 1991, préservé au Marinemuseum à Den Helder. |

### Sources
- (en) Cet article est partiellement ou en totalité issu de l’article de Wikipédia en anglais intitulé « Dolfijn-class submarine » (voir la liste des auteurs).